# Success Will Write Apocalypse Across the Sky
Success Will Write Apocalypse Across the Sky (abrégé SWWAATS) est un groupe américain de death metal, originaire de Tampa, Floride.

## Histoire
Le groupe est formé par les guitaristes Aaron Haines et Ian Sturgill, peu après la séparation de leur précédent groupe, Bodies in the Gears of the Apparatus. Le nom du groupe est inspiré par un texte de 1989 intitulé Apocalypse, écrit par William S. Burroughs (dans lequel « il décrit l'art et l'expression créative prenant une forme littérale et physique »).
Le premier album du groupe, un EP intitulé Subhuman Empire, sort en juillet 2007 sur le label Debello Recordings. En décembre 2007, Success Will Write Apocalypse Across the Sky signe un contrat avec le label allemand Nuclear Blast. Le premier album du groupe, The Grand Partition and the Abrogation of Idolatry, est produit, mixé et masterisé par le guitariste James Murphy, et sort le 3 avril 2009 en Europe et le 5 mai 2009 aux États-Unis.
Les thèmes des paroles de Success Will Write Apocalypse Across the Sky, qui sont définis par le magazine Exclaim! comme « un grand « fuck » à toute l'humanité », abordent des sujets tels que « l'esclavage sexuel, la guerre psychologique, le « déni et la contorsion » des droits de l'homme, le mondialisme et l'eugénisme ». Le chanteur John Collett cite des auteurs tels que H. P. Lovecraft, Mark Twain, Bram Stoker, et Ambrose Bierce comme ses influences lyriques notables. 

## Discographie
- 2007 : Subhuman Empire (EP)
- 2009 : The Grand Partition and the Abrogation of Idolatry